# Lovagi rend az ókori Rómában
A lovagi rend (ordo equester) a Római Birodalom egyik vezető rendje volt. Ebből vált ki a később legtekintélyesebb ordo senatorius, azaz a senatorok rendje. A harmadik vezető rend a városok helyi előkelői, a decuriók alkotta ordo decurionum volt.

## Lovagi rend a királyság korában
A királyság korában a római társadalom felső rétegét a születési, birtokos arisztokrácia, a patriciusok alkották, akik ekkor azonosak voltak a hadsereg lovas elitjével, a lovagokkal. Latinul nevük equites, eredetileg celeres („gyorsak”) volt. Helyzetüket az Athén Szolón előtti alkotmányában megnevezett lovagokéval (hippeisz) lehet összemérni. A patricius lovas múltjára utaltak későbbi megkülönböztető jelvényeik közül a rövid lovasköpeny (trabea) és az eredetileg a lovasfelszereléshez tartozó nemesfémből készült díszkorongok (phalerae). A római társadalmat ekkor nemzetségi alapon 3 törzsbe (tribus) ezeket 10–10, összesen 30 curiába sorolták be. Minden curiának 100 gyalogost (centuria) és 10 lovast (decuria) kellett kiállítania. A gyalogosokat az ekkori társadalom második rendjét alkotó plebeiusok állították ki.

## Lovagi rend a köztársaság korában
A lovagi rend megjelölés (latinul: equites, azaz: lovagok) a köztársasági Rómában legelőször a census alapján betöltött katonai szolgálatra utalt. A legelső helyre, azaz a classis prima-ba, illetve annak 18 lovas centuriájába sorolták a leggazdagabb római polgárokat, nekik az állam lovat is biztosított. Kr. e. 400 után a pozíció lassan elvesztette korábbi, tisztán katonai jellegét, és egyre inkább jogi, politikai kategóriává lett, amely a senatori rend után következő, második számú kiváltságos rend megjelölésére szolgált. Ekkor léptek ki formálisan a korábban a lovagok közé tartozó szenátorok a lovagrendből, s alkottak saját külön rendet. E két rend együttesen képezte a római polgárok legfelső rétegét. Kr. e. 120 – Kr. e. 90 körül a római lovasság szinte teljesen eltűnt (helyét az auxilia vette át), s ettől az időszaktól fogva tekintették a lovagi rendbe tartozók fiait is a rendbe sorolandóknak.
A lovagrendet egy időben szokás volt egyfajta pénzarisztokráciának tekinteni, szemben az inkább földbirtokos senatori renddel. A modern történetírás kimutatta, hogy a lovagoknak is jelentős tőkéik voltak földbirtokokba fektetve, sőt, csaknem mind rendelkezett birtokkal. A lovagi census mintegy 400 iugerum földet feltételezett, valójában az átlagos római lovag ennél több birtokkal rendelkezett). A lovagi rend a senatori renddel házassági kapcsolatok révén is kötődött, emiatt a plebeius rend csak ritkán tudta szembeállítani vele. Egyes vélekedések emiatt szorosan össze is kapcsolják a két rendet, a szenátorit csupán a lovagi egyfajta „kicsúcsosodásának" tartva. Ahogy a senatori rendhez való tartozásnak sem kizárólag a honores betöltése volt a feltétele, hanem a census is, úgy a lovagrendi besorolásban szintén szerepet játszott a származáson kívül a census, amelyet Kr. e. 150-ben specifikáltak a lovagi renddel kapcsolatban. A senatori rend felé egy lovag útját a katonai vagy bírói pálya egyengethette (homines novi).
A lovagrend és a senatori rend a provinciákat másképp gondolta hasznosítani, ez óhatatlanul politikai feszültségekhez vezetett, ami vitákhoz vezetett a bíróságok ellenőrzésében is Caius Gracchus tribunátusától Kr. e. 70-ig, amikor is a bírói helyeket egyenlő arányban osztották meg a senatorok, a lovagok és a tribuni aerarii között, akik a lovagok egy alacsonyabb kategóriája lehettek. A lovagi rend létszáma a Kr. e. 2. század végén mintegy 2500 fő lehetett, de ez a szám a szövetséges háborúk után a „municipális arisztokrácia" integrálásával erősen megnőtt. A Kr. e. 1. század közepére mintegy 10 000 lovagrendű család lehetett, tehát körülbelül 50 000 fő.
A lovagrend és a szenátori rend formálisan a Gracchusok idején vált el egymástól. i. e. 129-ben egy rendelet – a lex reddendorum eqourum, valószínűleg egy plebiscitum, azaz a concilia plebis határozata – értelmében a szenátorok kiléptek a lovagrend centuriáiból. Ettől kezdve, ha egy lovag valamely hivatal viselése miatt a szenátus tagja lett, köteles volt leadni a lovát. A ló ezután kizárólag a lovagrend státuszszimbóluma lett. Hamarosan további szimbólumakt is kaptak, mint az aranygyűrűt és a ruhájukon a keskeny bíborsávot (angustus clavus), szemben a szenátorok széles bíborsávjával (latus clavus). Külön helyeket kaptak a nyilvános játékokon, amit i. e. 67-től a lex Roscia is rögzített törvényben. A színházakban az első 14 sort a lovagoknak tartották fent.

## Lovagi rend a császárkorban
Augustus élesebben vonta meg a határt a szenátori és a lovagi rend között. Korábban a szenátorok fiai lovagok lettek, és a rendbe tartozás vagyonoi cenzusa mindkét rend esetén 400 ezer sestertius volt. I. e. 18 és 13 között Augustus a szenátorok esetén ezt felemelte 1 millió sestertiusra, de a szenátorok fiait formálisan is felvette a szenátori rendbe. Caligula előírása szerint az a lovag, aki szenátori rangúnak minősített állást töltött be, formálisan is átkerült a szenátori rendbe, ami a szenátori és lovagi állások élesebb elhatárolódásához vezetett.
Augustus megújította a lex Rosciát, s felújította az eques publicus-szal kapcsolatos rituálékat is, és kiemelve ezek tekintélyét, számukat 5000-ben maximálta. A római lovagok jegyzékét felülvizsgálta, valamint a lovagi törvényeket négy táblában foglalta össze, amelyhez Caligula még egyet hozzátett. E törvények szabályozásával Hadrianus és Antonius Pius is foglalkozott. Tiberius az aranygyűrű viselését is kiváltságukká tette. A lovagi státuszhoz szükséges előírások a császárkorban is fennmaradtak, csak kissé szélesebb értelmezésben, feltétel volt a szabad polgári születés és a legalább 400 000 sestertiust kitevő vagyon. Gyarapodott a lovagok által igénybe vehető tisztségek száma is, például praefectus, procurator stb. A provinciákban is egyre több lovag élt.
A 2. század második felében Marcus Aurelius még betartotta a formaságokat, de két legtehetségesebb hadvezérét, Pertinaxot és Marcus Valerius Maximianust azért vetette fel a szenátusba, hogy légióparancsnokká (legatus) nevezhesse ki őket.
A hadseregben a lovagok szerepének erősítését Septimius Severus indította el, aki uralkodása (193–211) alatt három új légiót állított fel, amelyek parancsnokai nem szenátori rangú legatusok, hanem lovagi praefectusok lettek. Ekkortól könnyebben szerezhettek a centuriók és a rendes szolgálat alól felmentett különleges, többnyire közigazgatási feladatot ellátó katonák (principales) lovagi rangot, mint korábban. A lovagok közül a 3. században császárrá lett elsőként Macrinus, majd többek között Maximinus Thrax, II. Claudius, Aurelianus, Probus és Carus. Aurelianus halála után a szenátori rangú Tacitus megválasztása már inkább a kivételek közé tartozott.
A 3. századtól fogva nemcsak a katonai, hanem a legtöbb polgári poszton is lovagok váltották fel a senatorokat.
A 4. század végén a lovagrend megszűnt a római társadalom önálló kategóriája lenni.